# Burnettsville (Indiana)
Burnettsville é uma cidade  localizada no estado americano de Indiana, no Condado de White.

## Demografia
Segundo o censo americano de 2000, a sua população era de 373 habitantes. 
Em 2006, foi estimada uma população de 352, um decréscimo de 21 (-5.6%).

## Geografia
De acordo com o United States Census Bureau tem uma área de 
1,9 km², dos quais 1,9 km² cobertos por terra e 0,0 km² cobertos por água. Burnettsville localiza-se a aproximadamente 217 m acima do nível do mar.

## Localidades na vizinhança
O diagrama seguinte representa as localidades num raio de 20 km ao redor de Burnettsville. 